# وینیارد
وینیارد (انگلیسی: Vineyard) شرکت پوشاک آمریکایی است، که در سال ۱۹۹۸ تأسیس شد.